# 동구청역
동구청(큰고개)역(Donggu Office station, 東區廳驛)은 대한민국 대구광역시 동구 신암4동 큰고개오거리에 있는 대구 도시철도 1호선의 전철역이다.

## 특징
2017년 3월 1일에 역명이 큰고개역에서 동구청역으로 변경되었고, 부역명으로는 큰고개가 추가되었다. 역명과 달리 동구청은 아양교역 1번 출구에서 더 가깝지만, 동구청과 아양네거리 사이 구간이 경사길이기 때문에 도보로는 동구청역이 조금 더 접근성이 좋다. 2022년 4월 부역명 김태원신경과의원이 삭제되었다. 역 북서쪽의 북구 복현동 방향에 대구·경북 지역에서 독립운동을 위해 목숨을 바쳤던 애국지사, 순국선열들의 국립묘지인 국립신암선열공원이 있으며, 큰고개오거리와 함께 전동차 내 안내방송에서 언급하고 있다. 
큰고개오거리는 예전에는 새마을오거리라고도 불렸다. 역 정면에 효목고가차도가 있어서 출구는 경부선 철로변 방향의 신암남로에 있으며, 동구청 방면으로 가려면 조금 걸어가야 한다. 큰고개오거리 동서시장 앞 지하보도는 동구청과 연결되지 않으므로 주의해야 한다. 큰고개와 아양교 구간은 효목1동과 걸쳐 있다.
회차선이 설치되어 있는 역이며, 대구 지하철 화재 참사로 명덕 ~ 신천 구간의 운행이 중단됐을 때 동대구역 임시종착 열차가 이 역의 회차선을 이용하여 8개월 동안 단선으로 운행했다.

## 역사
- 1998년 5월 2일 : 대구 도시철도 1호선 개통과 함께 큰고개역으로 영업 개시
- 2016년 11월 21일 : 동구청(큰고개)역으로의 역명 개정 공고[2]
- 2017년 3월 1일 : 동구청역으로 역명 변경[3]
- 2017년 5월 20일 : 스크린도어 설치

## 역 구조
2면 2선의 상대식 승강장이 있는 지하 역이며, 승강장 벽면 색상은 파란색이다. 스크린도어가 설치되어 있다.
동대구역 방향으로 회차선이 존재하며, 중앙로역 화재 참사가 발생했을 때 임시 운행 기간 동안 사용했다.

### 승강장
| 동대구역 ↑ |
| \| 상      |
| ↓ 아양교   |

| 상행 | ● 대구 도시철도 1호선 | 반월당 · 중앙로 · 설화명곡 방면  |
| 하행 | ● 대구 도시철도 1호선 | 신기 · 반야월 · 안심 · 하양 방면 |

- 대합실을 통해, 반대편 승강장으로 이동이 가능하다.

## 역 주변
| 나가는 곳 | 방면 |
| --------- | --- |
| 1         | 신암4동행정복지센터 동대구역(철도) 성동시장 동구재향군인회 신암SD아이프라임아파트 새마을금고 신암4동지점 대한민국상이군경회 동구지회 동대구요양병원 |
| 2         | 산림조합중앙회경상북도지회 |
| 3         | 동구청 한국전기안전공사 대구경북지역본부 동서시장 농협 동대구농협신암지점 IM뱅크 아양로지점 진로이스트타운 새마을금고 아양지점                      |
| 4         | 파티마병원 대구신암동우체국 KT동대구지사 |

## 승차량 변동
| 노선  | 승차 인원 | 승차 인원 | 승차 인원 | 승차 인원 | 승차 인원 | 승차 인원 | 승차 인원 | 승차 인원 | 승차 인원 | 승차 인원 | 주석  |
| 노선  | 1997년    | 1998년    | 1999년    | 2000년    | 2001년    | 2002년    | 2003년    | 2004년    | 2005년    | 2006년    | 주석  |
| ----- | --------- | --------- | --------- | --------- | --------- | --------- | --------- | --------- | --------- | --------- | ----- |
| 1호선 | 미개통    | 2,563     | 3,838     | 미공개    | 3,608     | 3,735     | 1,680     | 3,540     | 3,818     | 4,874     | [ 4 ] |
| 노선  | 2007년    | 2008년    | 2009년    | 2010년    | 2011년    | 2012년    | 2013년    | 2014년    | 2015년    | 2016년    |       |
| 1호선 | 4,574     | 4,467     | 4,325     | 4,274     | 4,381     | 4,502     | 4,474     | 4,450     | 4,383     | 4,335     | [ 4 ] |
| 노선  | 2017년    | 2018년    | 2019년    | 2020년    | 2021년    |           |           |           |           |           |       |
| 1호선 |           |           |           |           |           |           |           |           |           |           |       |

## 인접한 역
| 대구 도시철도 1호선        | 대구 도시철도 1호선   | 대구 도시철도 1호선  |
| -------------------------- | --------------------- | -------------------- |
| 135 동대구역 설화명곡 방면 | ● 대구 도시철도 1호선 | 137 아양교 하양 방면 |